# Viggo Bentzon (maler)
 For alternative betydninger, se Viggo Bentzon. (Se også artikler, som begynder med Viggo Bentzon)
Viggo Bentzon (født 7. oktober 1938 i Hornbæk) er en dansk kunstmaler. Forældre: Komponisten Jørgen Liebenberg B. og lærer Karen Nielsen..

## Uddannelse
Viggo Bentzon var elev på maleren Mogens Andersens tegneskole 1954-1958 på Statens Museum for Kunst. Her fik specielt det abstrakte element stor betydning for hans senere udvikling som maler. Et ophold i Paris i 1959-1960 var en vigtig del af hans kunstneriske udvikling. Han var medstifter af kunstnergruppen 8 Malere i 1961, og i 1967 vendte han tilbage til Paris for at studere videre.

## Kunstnerisk ståsted
I mange af sine tidlige værker arbejder han næsten udelukkende med et non-figurativt formsprog. Senere blev landskabet i Nordsjælland og de nære omgivelser, såsom huset og haven, en vigtig del af hans motivverden. Han giver dog ingen topografisk karakteristik af egnen. Landskabet og naturen antydes og danner en abstrakt struktur, bestående af et let lys-og farveflimmer. .

## Udstillinger
Kunstnernes Efterårsudstilling 1960, 1967, 1970, Sommerudstillingen 1961, 8 Malere 1961, 1965-71, M59 1977, 1978, M59 i Dronninglund 1978, Hässelby Slott, Stockholm 1978, Billedværkstedet September 1992, 1993, 1995, 1997, 1999, 2001 i Den Frie Udstillings Bygning, Gammelgård 1998, Sønderjyllands Kunstmuseum, Skovhuset Værløse og Munkeruphus.

## Værker
Opstilling (udst. 1960); Maleri i lyseblå farver (1973, Vestre Fængsel, Kbh.); 5 Dagbogsblade (udst. 1976, Sønderjyll. Kunstmus.); Tjørn (udst. 1979); Stole (udst. 1980); Høstbillede (udst. 1982); Forårslandskab (udst. 1983); Broen (udst. 1984); Stol i haven (udst. 1985); Tisvildeleje (udst. 1989). Udsmykninger: Fællesbanken, Kbh. (1980); Den danske Bank, Luxembourg (1981); Handelsbanken, N.Y. (1985); Fællesbanken, smst. (1986); Handelsbanken, London (1986). Illustrationer: Kurt Tucholsky: Rheinsberg, Gripsholm Slot, 1982; Janet Ross: Det toscanske grønsagskøkken, 1984; Vladimir Nabokov: En glemt digter, 1986. Scenografi: Til ca. 30 danske og udenlandske spillefilm siden 1968, samt for tv Hans Scherfig: Den forsvundne fuldmægtig.

## Hæder
Årets kunstner i Helsinge Kommune 2002. Modtager af Raben-Levetzaus Legat, Vilstrups Legat, Bohrs Legat, C.L. Davids Legat, Statens Kunstfonds Legat, Marie og Victor Haagen-Müllers Legat . .